# Айзенберг, Абель
Абель Айзенберг (нем. Abel Eisenberg; 9 октября 1916, Мехико — 1996) — мексиканский дирижёр и альтист.
Сын кантора одной из синагог мексиканской столицы. Окончил Национальную консерваторию в Мехико как скрипач (ученик Луиса Салома), изучал также фортепиано под руководством Франсиско Ахеа, композицию у Сильвестре Ревуэльтаса и камерный ансамбль. Был приглашён в Национальный оркестр Мексики Карлосом Чавесом, предложившим Айзенбергу перейти на альт, в дальнейшем совершенствовался как альтист и как дирижёр в США под руководством Леона Барзена, Играл в составе Национального оркестра Мексики под руководством таких дирижёров, как Ревуэльтес, Чавес, Хосе Итурби, Пьер Монтё, Эрнест Ансерме. Затем занял пульт первого альта в симфоническом оркестре Гаваны под руководством Эриха Клайбера. По рекомендации Клайбера в 1946 г. получил должность главного дирижёра Национального симфонического оркестра Доминиканской республики и возглавлял этот коллектив на протяжении пяти лет. В 1951—1956 гг. руководил Гвадалахарским симфоническим оркестром, одновременно в 1952 г. стал первым директором созданной в Гвадалахаре музыкальной школы. Затем работал в одном из оперных театров Мехико, вёл музыкальную программу на мексиканском телевидении, гастролировал как дирижёр во Франции и в Израиле. Опубликовал книгу воспоминаний «Среди альтов и скрипок» (исп. Entre violas y violines; 1990).